# Ronald Eyre
Ronald Eyre (* 13. April 1929 in Mapplewell, Vereinigtes Königreich; † 8. April 1999 in Painswick, Vereinigtes Königreich) war ein britischer Lehrer, Schauspieler, Drehbuchautor und Filmregisseur.

## Leben
Eyre wuchs in Mapplewell, nahe Barnsley, Yorkshire, auf. Er war zunächst als Lehrer an der Queen Elizabeth's Grammar School und an der Blackburn and Giggleswick School tätig. Später war er als Filmregisseur, Drehbuchautor und Schauspieler im britischen Fernsehen und Film tätig. Eyre ist Pate der britischen Schauspielerin Emma Thompson.

## Filmografie (Auswahl)
- As You Like It (1963)
- Z Cars - "Window Dressing" (1965)
- Tom Grattan's War (1968)
- Play of the Month - "Rasputin" (1971)
- The Long Search - (1977)
- Falstaff (1982)
- Wogan (1987)
- Frontiers - Long Division (1990)
- In My Defence - Neither Prison Nor Chains (1991)

## Auszeichnungen und Preise (Auswahl)
- Nominierung für den Tony Award für London Assurance als Regisseur
- Red Ribbon beim American Film Festival für The Long Search